# 黑石之战
黑石之战，617年（隋炀帝大业十三年），瓦岗军主帅李密在黑石（今河南巩县南）击败隋朝江都通守王世充的作战。
617年十月，王世充率各路隋军十余万人在洛口向瓦岗军发起进攻。十月二十五日，王世充夜渡洛水，在黑石扎营。次日，两军在洛水北岸会战，隋军戈矛多，依靠险要交战有利。瓦岗軍长枪马骑占优势，适宜平原作战。当时交战之地，北有大山，南临洛水，地势狭窄，骑兵难驰。王世充在交战之初，凭借有利地形，纵兵猛击李密，瓦岗军迎战失利，护军柴孝和溺死在洛水。王世充攻月城（今河南巩县西北）时，李密派部属带兵东走月城助阵，亲率精鋭骑兵偷袭王世充的黑石大本营。隋军惊恐万分，连续六次举烽火告急。王世充放弃围攻月城，来救大营，李密率部随其后追杀，大败隋军，斩首三千余级。十一月初九，两军又在石子河（今河南巩县东）布阵而战。李密布阵南北十余里，翟让率军先与王世充战，不利而退，王世充军迫击瓦岗军，王伯当、裴仁基从一旁横斷隋军后路，李密率领中军反击，王世充军惨败西逃。十二月二十四日，王世充部粮草供应紧张，夜袭仓城（今河南巩县东洛口仓），中瓦岗军埋伏，大败而逃。隋军骁将费青奴被杀，士卒战死溺死千余人。